# Witold Senisson
Witold Senisson (ur. 12 czerwca 1919 w Krakowie, zm. 12 lutego 2002) – geodeta polski, wykładowca Wyższej Szkoły Rolniczej w Olsztynie, współtwórca i pierwszy dziekan Wydziału Geodezji olsztyńskiej uczelni, profesor.

## Życiorys

### Młodość
Młodszy brat Stanisława fotografa Nowej Huty. Kształcił się w rodzinnym Krakowie w  III Gimnazjum im. Króla Jana III Sobieskiego. Egzamin dojrzałości zdał w 1938. Odbywał następnie dwuletnie szkolenie w Szkole Podchorążych Rezerwy przy 20 Pułku Piechoty (6 Dywizja Piechoty) w Krakowie. Szkolenie zakończył krótko przed wybuchem II wojny światowej w stopniu kaprala podchorążego. Odbył ćwiczenia wojskowe w okolicy Pszczyny, by niebawem w tej samej okolicy wziąć udział w walkach kampanii wrześniowej 1939. Jako dowódca taczanki w I batalionie 20 Pułku Piechoty w pierwszych dniach wojny walczył pod Pszczyną. Po wycofaniu się pułku spod Pszczyny na wschód Senisson uczestniczył w walkach w Chełmku, a po reorganizacji i uzupełnieniu pododdziałów w Krakowie w walkach o przeprawę na Dunajcu w okolicy Biskupic Radłowskich, w starciach w rejonie Aleksandrowa, wreszcie w walkach pod Tomaszowem Lubelskim. 20 września pod Narolem trafił do niewoli niemieckiej, ale pozostawał w niej jedynie kilka dni – pod koniec września zbiegł z transportu w okolicy Krakowa.

### Okupacja
W okresie okupacji utrzymywał się początkowo z pracy montera samochodowego. Uzupełniał wykształcenie w krakowskiej Szkole Technicznej, w której w 1941 uzyskał dyplom technika mierniczego. Pozwoliło mu to zatrudnić się w Urzędzie Pomiarowym w Krakowie. Niebawem związał się z konspiracją. W trybie tajnego nauczania rozpoczął w 1942 studia na Wydziale Filozofii konspiracyjnego Uniwersytetu Jagiellońskiego. Od 1944 był również żołnierzem Armii Krajowej, w strukturach której posługiwał się pseudonimem „Kot”. Przydzielony został do 106 Dywizji Piechoty, dowodzonej przez Bolesława Nieczuję-Ostrowskiego, i w lasach południowej Kielecczyzny stał na czele drużyny w kompanii ciężkich karabinów maszynowych, prowadząc szkolenia ze znajomości typów broni dostępnych partyzantom. Uczestniczył w walkach i potyczkach pod Klonowem i w lasach chroberskich.

### Okres powojenny
W styczniu 1945 przystąpił do pracy w zawodzie geodety w Wojewódzkim Wydziale Pomiarów w Krakowie. W tym samym roku rozpoczął studia z geodezji, początkowo na Politechnice Śląskiej, gdzie uzyskał jednocześnie etat młodszego asystenta. Wkrótce powrócił do Krakowa i studia kontynuował na Akademii Górniczej (od 1949 Akademii Górniczo-Hutniczej), gdzie również był asystentem. Do jego czołowych wykładowców należeli m.in. profesorowie Tadeusz Banachiewicz i Michał Odlanicki-Poczobutt. Dyplom magistra geodezji Senisson uzyskał w 1948, pozostając na kolejne dwa lata asystentem w Akademii. W 1950 został służbowo przeniesiony do Warszawy i podjął pracę w Katedrze Rachunku Wyrównawczego na Wydziale Geodezji i Kartografii Politechniki Warszawskiej.
Na Politechnice Warszawskiej pracował pod kierunkiem profesora Stefana Hausbrandta. Pod wpływem Hausbrandta, Senisson obrał jako pole badań naukowych wykorzystanie najnowocześniejszych metod numerycznych do usprawniania obliczeń geodezyjnych (rachunek krakowianowy, algebra jądrowa, symbole pomocnicze Hausbrandta). Prace te wykorzystano w Polsce w latach 1950-1960 przy opracowywaniu i zakładaniu sieci triangulacyjnych: triangulacji wypełniającej i triangulacji zagęszczającej. Wyniki badań Senisson prezentował w wydawnictwach Politechniki Warszawskiej, w kwartalniku Komitetu Geodezji Polskiej Akademii Nauk "Geodezja i Kartografia" oraz na konferencjach naukowych, także o charakterze międzynarodowym. Głosił m.in. referat z prezentacją wyników badań nad zastosowaniem w geodezji rachunków tabelarycznych na inauguracyjnym Sympozjum Obliczeń Geodezyjnych w Krakowie (9-13 września 1959), zorganizowanym pod auspicjami Międzynarodowej Asocjacji Geodezji. 28 maja 1960 przed Radą Wydziału Geodezji i Kartografii Politechniki Warszawskiej przedstawił rozprawę Wzory na błędy średnie położenia punktu w prostoliniowym i równobocznym poligonie przy uwzględnieniu błędów średnich różnego typu nawiązań i uzyskał stopień doktora nauk technicznych. Przeszedł wówczas na stanowisko adiunkta.
We wrześniu 1960 Witold Senisson przeniósł się do pracy do Olsztyna. Na ówczesnej Wyższej Szkole Rolniczej podjęto w tym czasie, za sprawą rektora Eugeniusza Grabdy i przy wsparciu wojewody olsztyńskiego (a byłego rektora) Mariana Gotowca, inicjatywę utworzenia kierunku studiów "geodezja urządzeń rolnych". Studia te postanowiono realizować w ramach Zawodowego Studium Geodezji i Urządzeń Rolnych; w czerwcu 1960 minister szkolnictwa wyższego powierzył funkcję kuratora Studium prof. Hjalmarowi Uggli. Olsztyńska uczelnia rozpoczęła starania o pozyskanie kadry naukowej i nawiązała współpracę z Politechniką Warszawską; dziekan Wydziału Geodezji i Kartografii Politechniki Czesław Kamela skierował do Olsztyna Senissona oraz Andrzeja Hopfera. 1 września 1960 Senisson objął obowiązki kierownika Studium Geodezji Wyższej Szkoły Rolniczej i natychmiast przystąpił do dalszych prac organizacyjnych, pozyskiwania kolejnych pracowników, a także naboru studentów wraz z zapewnieniem im warunków do podjęcia nauki. W październiku 1960 rozpoczęto pierwszy rok akademicki Studium. Przed Senissonem stanęło trudne zadanie uruchomienia technicznego kierunku studiów w ośrodku, który od początku aktywności naukowej zdominowany był przez przedstawicieli nauk rolniczych i przyrodniczych. W realizacji tego zadania mógł liczyć na wsparcie uczonych olsztyńskich (M. Gotowiec, H. Uggla; zagadnienia prawne wykładał były prezydent Olsztyna Czesław Browiński), naukowców dojeżdżających z innych uczelni (Cz. Kamela, Marian Frelek, Walery Fedorowski, Wacław Sztompke, Stanisław Trautsolt, Janusz Wapiński i inni), pracowników młodszego pokolenia podejmujących świeżo pracę w Wyższej Szkole Rolniczej (m.in. A. Hopfer, Lubomir Włodzimierz Baran, Alojzy Wasilewski), wreszcie środowisko olsztyńskich geodetów. W 1964 czteroletni cykl kształcenia ukończył pierwszy rocznik studentów i 53 absolwentów odebrało dyplomy inżyniera geodezji urządzeń rolnych.
W 1966 poziom naukowy Studium podniósł się dzięki promocjom doktorskim Hopfera i Barana; jednocześnie Senisson uzyskał nominację na docenta. Pozwoliło to na starania o przekształcenie Studium w samodzielny wydział, co też nastąpiło w październiku 1967. Na czele nowej jednostki – Wydziału Geodezji Urządzeń Rolnych – stanął jako dziekan ponownie Witold Senisson. Pod jego kierunkiem przeprowadzono wówczas kolejne reorganizacje, m.in. wprowadzono oryginalną, trójpionową strukturę: pion dydaktyczny (pięć katedr), pion badawczy (zespoły badawcze realizujące konkretne zadania naukowe, o zmiennych składach osobowych), pion techniczny (laboratoria wydziałowe, wspierające pracę i dydaktyczną, i naukową). Do nowego wydziału włączono Katedrę Matematyki i Statystyki Matematycznej, na wydział przeszedł również Teofil Mazur z Katedry Chemii Rolnej, a stałą współpracę podjęli m.in. Zygmunt Drabent i Czesław Platt. Sam Senisson, niezależnie od funkcji dziekana, kierował w latach 1967-1970 Katedrą Geodezji. Przekształcenie Studium w Wydział oznaczało również uzyskanie przez jednostkę prawa nadawania stopnia magistra (w trybie studiów dwustopniowych), a pierwszych dziesięciu magistrów inżynierów geodezji urządzeń rolnych odebrało dyplomy w 1970, już po odejściu Witolda Senissona z funkcji dziekana – w 1969 zastąpił go Ludomir W. Baran.
Zarówno jako kierownik Studium, jak i potem dziekan Wydziału, Senisson kładł nacisk nie tylko na rozwój kadry naukowej; był mocno zaangażowany w aktywność naukową studentów, zainicjował działanie trzech kół naukowych o różnych kierunkach zainteresowań, z których Koło Instrumentoznawców już w pierwszym roku działalności uzyskało I nagrodę ministra szkolnictwa wyższego na Ogólnopolskim Zjeździe Studenckich Kół Naukowych w Poznaniu.
Lata kierowania Studium i Wydziałem ograniczyły nieco aktywność naukową Senissona, wypartą przez prace organizacyjne. W późniejszym okresie pełnił jeszcze m.in. funkcję wicedyrektora Instytutu Geodezji i Fotogrametrii (1978–1981, już po przemianowaniu uczelni na Akademię Rolniczo-Techniczną), niemniej jednak mógł więcej czasu poświęcić pracy naukowej. Zajmował się teorią wyrównywania wyników obserwacji, teorią wyznaczników, nieliniową interpolacją. Publikował na ten temat artykuły w czasopiśmie olsztyńskim „Acta Academiae Agriculture as Technicae Olstenensis” oraz w wydawnictwach Akademii Górniczo-Hutniczej w Krakowie. Dorobek ten wraz z pracami z lat wcześniejszych stał się podstawą wniosku o nadanie Witoldowi Senissonowi tytułu naukowego profesora, co nastąpiło w 1988. Rok później Senisson przeszedł na emeryturę, ale jeszcze przez wiele lat uczestniczył w życiu wydziału poprzez udział w posiedzeniach Rady Wydziału. 29 czerwca 1999 uroczyste posiedzenie Rady Wydziału uhonorowało 80-lecie urodzin uczonego. Wspominany przez współpracowników i studentów był jako człowiek z bohaterską przeszłością, o dużym poczuciu humoru, potrafiący inspirować do pracy naukowej.

## Publikacje
Wiele prac, szczególnie w latach 80., Senisson opublikował w języku angielskim. Część publikacji ukazała się ponadto w esperanto, np. wspomniany wyżej referat na Sympozjum Obliczeń Geodezyjnych w 1959 (Aplikado de tabelaj kalkuloj en geodezio) czy Formuloj por mazoj eraroj de posicio de punkto en rektliniakaj egalletera poligono ce konsidero de sezaj eraroj de diverstipaj kungligsanieroj (Kraków 1961), a referat na międzynarodowe sympozjum w Sofii (7–11 listopada 1971) po rosyjsku (Vozmoznosti primenenija v geodezii nelinejnogo interpolirovanija funkcii mnogich peremennych). Współtworzony przez siebie wydział Senisson przedstawił na łamach "Przeglądu Geodezyjnego" (Wydział Geodzji Urządzeń Rolnych w Wyższej Szkole Rolniczej w Olsztynie, 1970, nr 2).

## Nagrody
Senisson był laureatem m.in. nagrody resortowej III stopnia za pracę naukową (1988) oraz I stopnia za działalność dydaktyczno-wychowawczą (1989). Został odznaczony m.in. Krzyżem Kawalerskim i Oficerskim Orderu Odrodzenia Polski, Złotym i Srebrnym Krzyżem Zasługi, Medalem Komisji Edukacji Narodowej, Medalem 10-lecia Polski Ludowej, Medalem 30-lecia Polski Ludowej, tytułem „Zasłużony Nauczyciel PRL”, odznakami „Zasłużony dla Warmii i Mazur”, Brązowym Medalem „Za Zasługi dla Obronności Kraju”, „Za zasługi w dziedzinie geodezji i kartografii”, „Zasłużonym dla Uczelni”, złotą odznaką Stowarzyszenia Geodetów Polskich. Posiadał też odznaczenia wojenne – Krzyż Partyzancki, Medal Zwycięstwa i Wolności 1945, Medal „Za udział w wojnie obronnej 1939”.